# Pascal Bonitzer
Pascal Bonitzer (Parigi, 1º febbraio 1946) è uno sceneggiatore, regista e critico cinematografico francese.
In veste di sceneggiatore, ha collaborato in più occasioni con Jacques Rivette, André Téchiné e Raúl Ruiz.

## Biografia
Laureato in filosofia a Nanterre, si avvicina al cinema come teorico e critico, scrivendo sui Cahiers du cinéma a partire dal 1969.
Esordisce come sceneggiatore nel 1976, adattando per il cinema il libro di Michel Foucault Io, Pierre Riviere, avendo sgozzato mia madre, mia sorella e mio fratello..., per la regia di René Allio. Collabora quindi con diversi ex colleghi dei Cahiers, come Pascal Kané, Jean-Louis Comolli e soprattutto André Téchiné, con il quale torna a lavorare più volte nel corso degli anni fino al 2004. Nel 1984, con L'amore in pezzi, inizia una fortunata e duratura collaborazione con Jacques Rivette, insieme al quale lavora a tutte le sue successive opere, come La bella scontrosa (1991) e Chi lo sa? (2001), fino alla morte di lui nel 2016.
Solo nel 1996 debutta tardivamente anche come regista, ottenendo un'accoglienza lusinghiera con il suo primo lungometraggio Encore, con il quale vince il Premio Jean Vigo e viene candidato al Premio César per la migliore opera prima. Da regista i suoi film più noti sono Piccoli tradimenti (2003) ed Alibi e sospetti (2008). 
Sposato con la regista Sophie Fillières, ha due figli, tra cui l'attrice Agathe.

## Filmografia

### Regista e sceneggiatore
- Encore (1996)
- Rien sur Robert (1999)
- Piccoli tradimenti (Petites coupures, 2003)
- Je pense à vous (2006)
- Alibi e sospetti (Le grand alibi, 2008)
- Cherchez Hortense (2012)
- Tout de suite maintenant (2016)
- Les Envoûtés (2019)
- Il quadro rubato (Le tableau volé, 2024)

### Sceneggiatore
- Moi, Pierre Rivière, ayant égorgé ma mère, ma sœur et mon frère..., regia di René Allio (1976)
- L'Exercice du pouvoir, regia di Philippe Galland (1978)
- Les Sœurs Brontë, regia di André Téchiné (1979)
- Liberty Belle, regia di Pascal Kané (1983)
- Tricheurs, regia di Barbet Schroeder (1984)
- L'amore in pezzi (L'Amour par terre), regia di Jacques Rivette (1984)
- Hurlevent, regia di Jacques Rivette (1985)
- Le Lieu du crime, regia di André Téchiné (1986)
- Golden Eighties, regia di Chantal Akerman (1986)
- Les Innocents, regia di André Téchiné (1987)
- Les Mendiants, regia di Benoît Jacquot (1988)
- Una recita a quattro (La Bande des quatre), regia di Jacques Rivette (1989)
- Les Bois noirs, regia di Jacques Deray (1989)
- Un jeu d'enfant, regia di Pascal Kané (1990)
- L'Amour maudit de Leisenbohg, regia di Édouard Molinaro – film TV (1991)
- La bella scontrosa (La Belle Noiseuse), regia di Jacques Rivette (1991)
- Notte e giorno (Nuit et Jour), regia di Chantal Akerman (1991)
- Ma saison préférée, regia di André Téchiné (1993)
- Couples et Amants, regia di John Lvoff (1993)
- Giovanna d'Arco - Parte I: Le battaglie (Jeanne la Pucelle I - Les Batailles), regia di Jacques Rivette (1994)
- Giovanna d'Arco - Parte II: Le prigioni (Jeanne la Pucelle II - Les Prisons), regia di Jacques Rivette (1994)
- Alto basso fragile (Haut bas fragile), regia di Jacques Rivette (1995)
- Tre vite e una sola morte (Trois vies & une seule mort), regia di Raúl Ruiz (1996)
- Les Voleurs, regia di André Téchiné (1996)
- Genealogia di un crimine (Généalogies d'un crime), regia di Raúl Ruiz (1997)
- La Nuit du destin, regia di Abdelkrim Bahloul (1997)
- Secret défense, regia di Jacques Rivette (1998)
- Les Agneaux, regia di Marcel Schüpbach – film TV (1999)
- Lumumba, regia di Raoul Peck (2000)
- L'Homme des foules, regia di John Lvoff (2001)
- Chi lo sa? (Va savoir), regia di Jacques Rivette (2001)
- Comme un avion, regia di Marie-France Pisier (2002)
- Storia di Marie e Julien (Histoire de Marie et Julien), regia di Jacques Rivette (2003)
- Les Parents terribles, regia di Josée Dayan – film TV (2003)
- I tempi che cambiano (Les Temps qui changent), regia di André Téchiné (2004)
- La duchessa di Langeais (Ne touchez pas la hache), regia di Jacques Rivette (2007)
- La Grande Vie, regia di Emmanuel Salinger (2009)
- Questione di punti di vista (36 vues du Pic Saint-Loup), regia di Jacques Rivette (2009)
- Gemma Bovery, regia di Anne Fontaine (2014)
- Meurtre à Pacot, regia di Raoul Peck (2014)
- Valentin Valentin, regia di Pascal Thomas (2014)
- Agnus Dei (Les Innocents), regia di Anne Fontaine (2016)
- Il giovane Karl Marx (Le Jeune Karl Marx), regia di Raoul Peck (2017)
- Bianca come la neve (Blanche comme neige), regia di Anne Fontaine (2019)
- Benedetta, regia di Paul Verhoeven (2021)
- Ancora un'estate (L'Été dernier), regia di Catherine Breillat (2023)

### Attore
- La Vocation suspendue, regia di Raúl Ruiz (1978)
- Les Sœurs Brontë, regia di André Téchiné (1979)
- Le Borgne, regia di Raúl Ruiz (1980)
- Simone Barbès ou la vertu, regia di Marie-Claude Treilhou (1980)
- L'Ombre rouge, regia di Jean-Louis Comolli (1981)
- Balles perdues, regia di Jean-Louis Comolli (1983)
- Liberty Belle, regia di Pascal Kané (1983)
- L'amore in pezzi (L'Amour par terre), regia di Jacques Rivette (1984)
- Rouge-gorge, regia di Pierre Zucca (1985)
- Il bambino d'inverno (L'Enfant de l'hiver), regia di Olivier Assayas (1989)
- Sotto il cielo di Parigi (Le Ciel de Paris), regia di Michel Béna (1991)
- Caccia alle farfalle (La Chasse aux papillons), regia di Otar Ioseliani (1992)
- Grande Petite, regia di Sophie Fillières (1994)
- Le Fils de Gascogne, regia di Pascal Aubier (1995)
- N'oublie pas que tu vas mourir, regia di Xavier Beauvois (1995)
- Tre vite e una sola morte (Trois vies & une seule mort), regia di Raúl Ruiz (1996)
- Genealogia di un crimine (Généalogies d'un crime), regia di Raúl Ruiz (1997)
- Les Infortunes de la beauté, regia di John Lvoff (1999)
- Augustin, roi du kung-fu, regia di Anne Fontaine (1999)
- Betty Fisher e altre storie (Betty Fisher et autres histoires), regia di Claude Miller (2001)
- Pourquoi (pas) le Brésil, regia di Laetitia Masson (2004)
- La Clef, regia di Guillaume Nicloux (2007)
- Non ti voltare (Ne te retourne pas), regia di Marina de Van (2009)
- Chantrapas, regia di Otar Ioseliani (2010)
- Valentin Valentin, regia di Pascal Thomas (2014)